# Borissowa gradina

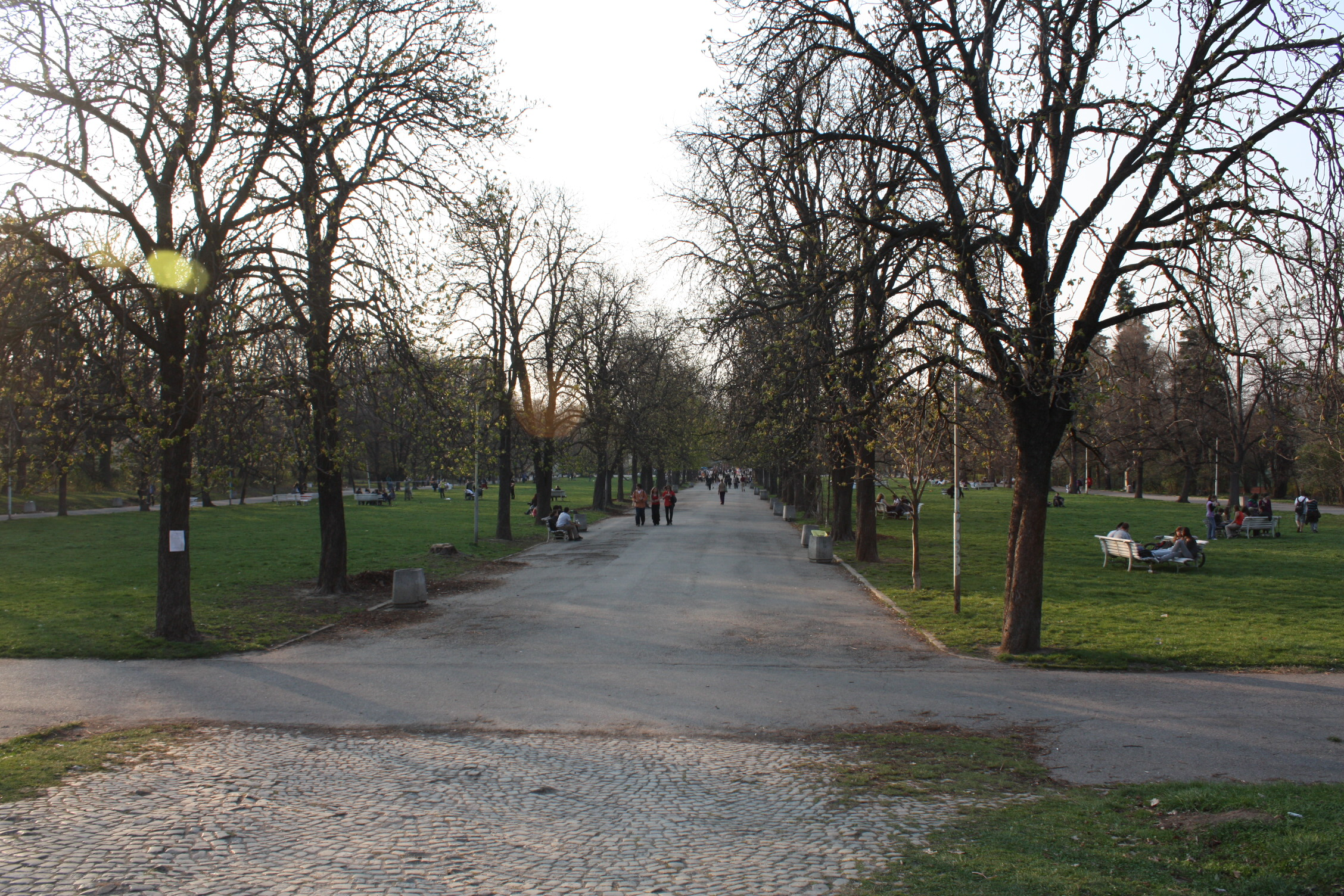
Die Hauptallee mit den beiden Nebenalleen rechts und links

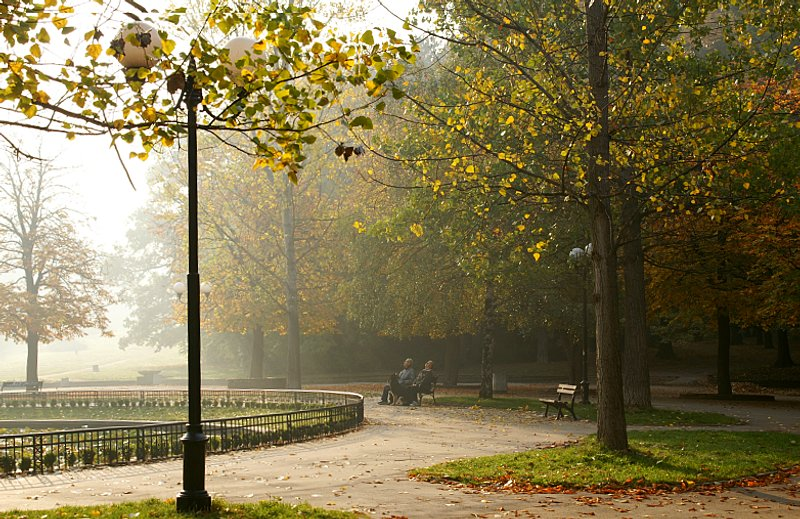
Herbststimmung im Park

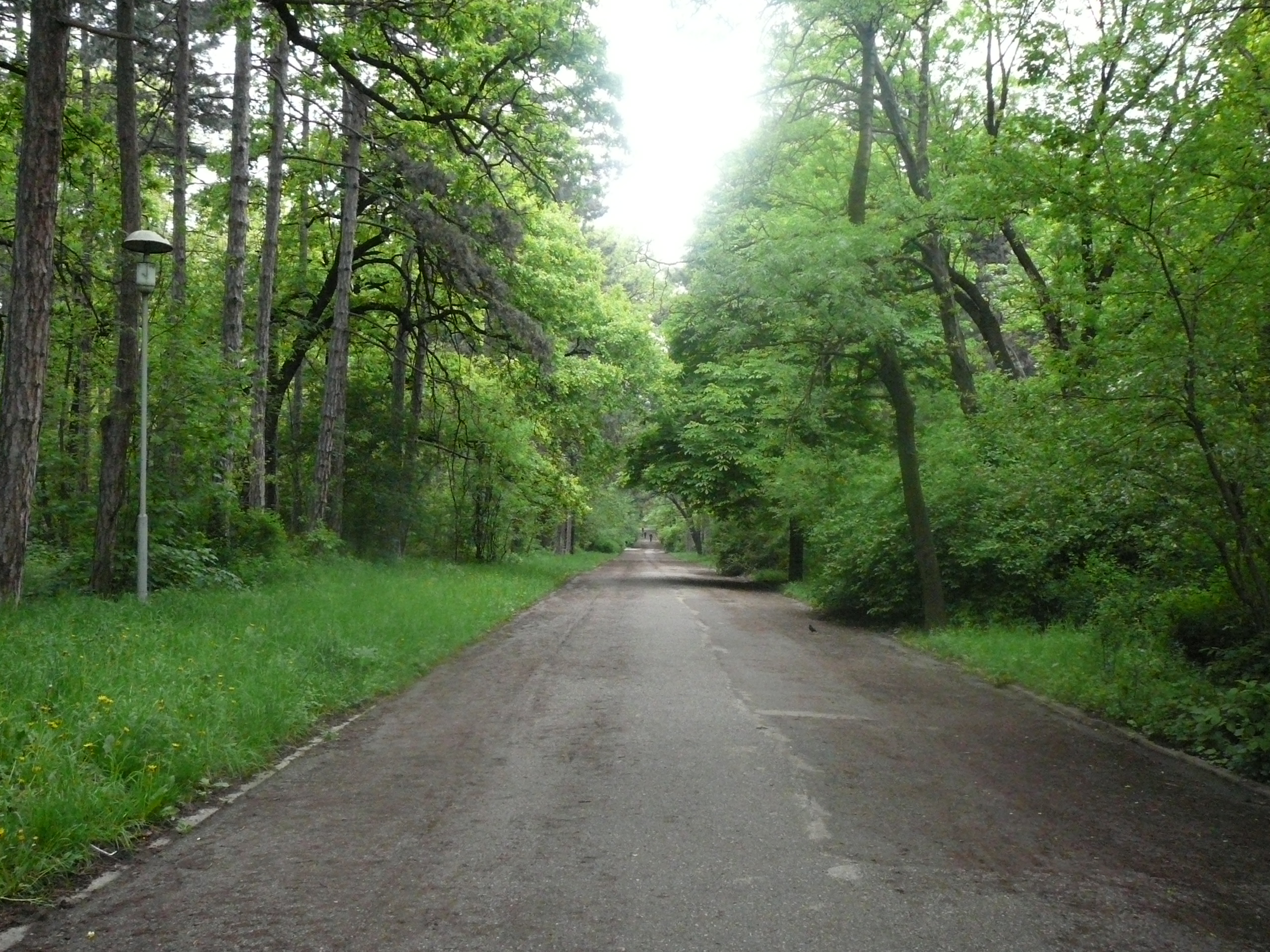
Eine Allee im Südteil des Borissowa gradina, wo er mehr einem Wald ähnelt

Der Park Borissowa gradina (bulgarisch Борисова градина, zu dt. etwa Borisgarten) oder Knjas-Borissowa gradina (bulgarisch Княз-Борисова градина) ist der älteste und bekannteste Park in der bulgarischen Hauptstadt Sofia, der nach dem deutschstämmigen bulgarischen Zaren Boris III. benannt ist. Der Park wurde 1884 angelegt. Das bulgarische Wort gradina bezeichnet einen kleinen Garten oder einen Park.
Dieser Park ist der größte Park in Sofia. Er umfasst heute eine Fläche von 445 Hektar (= 4,45 km²). Davon ist jedoch nur der nördliche Teil (1300 × 700 m) als Parkanlage ausgebaut, während die übrigen Flächen mehr einem Wald ähneln, durch den ausgebaute Wege führen. Im ausgebauten Teil des Parks gibt es zahlreiche Alleen, und unter anderem zwei kleine Seen und einen großen Kinderspielplatz.
Als der Park angelegt wurde, lag er am südöstlichen Stadtrand von Sofia. Wegen der starken urbanen Expansion von Sofia nach 1945 liegt der Park heute aber fast im Stadtzentrum, er grenzt unmittelbar südöstlich an das Stadtzentrum und gilt als die grüne Lunge von Sofia. 1896 wurde der Park zum Denkmal von nationaler Bedeutung erklärt, zum Musterbeispiel und Denkmal der bulgarischen Garten- und Parkkunst.
Die Alleen des Parks sind teilweise asphaltiert.

## Namen
Der erste Name des Parks war Rassadnika (bulgarisch Разсадника; bulgarisch für Pflanzgarten, Gärtnerei oder Baumschule), später wurde er in Pépinière (frz. für Pflanzschule oder Baumschule; bulg. Пипиниера/Pipiniera) umbenannt. Auch die Namen Gradska pepiniera (Градска пепиниер/Städtischer Pflanzgarten) und Rassadna gradina (Разсадна градина/Pflanzgarten) waren gebräuchlich. Bis 1885 war der Park auch unter dem Namen Zarigradska gradina (bulgarisch Цариградска градина) bekannt. Dieser Name leitet sich von der Ausfallstraße nach Istanbul – Zarigradsko schose (bulgarisch Цариградско шосе) ab, die die Nordostseite des Parkt begrenzt. Zarigrad, die „Stadt des Zaren“, war der alte bulgarische Name für die Hauptstadt der oströmischen Kaiser (Konstantinopel), später die Hauptstadt der Sultane des Osmanischen Reichs, die erst ab 1930 auch offiziell Istanbul genannt wurde.
Nach der Geburt des Thronfolgers Boris Tarnowski am 3. Oktober 1918, dem späteren Zaren Boris III., wurde der Park in „Knjas Borissowa gradina“ (bulgarisch Княз-Борисова градина; auch: Fürst-Boris-Park) umbenannt. Während der Regierungszeit der Bulgarischen Kommunistischen Partei (1944–1989) wurde der Name des Parks in Park der Freiheit (bulgarisch Парка на свободата/Parka na swobodata) geändert. Nach der Demokratisierung Bulgariens wurde der Park 1990 erneut in „Borissowa gradina“ umbenannt.

## Geschichte

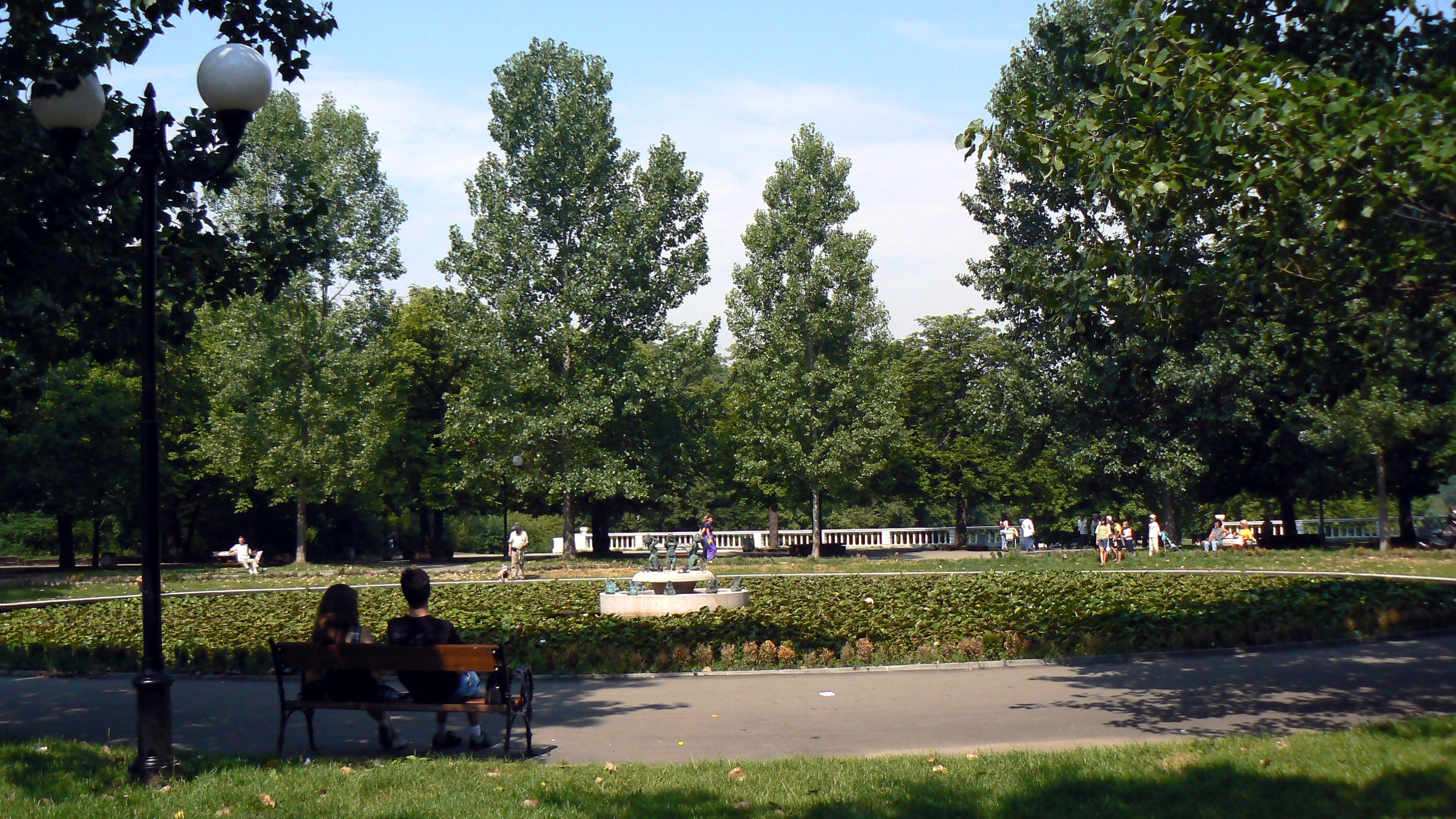
Lilienteich im Borissowa gradina

Die Geschichte des Parks lässt sich in drei Perioden einteilen, die jeweils von einem bekannten Landschaftsgärtner geprägt wurden. Alle folgten dabei jedoch dem ursprünglichen Plan der Parkanlage und entwickelten ihn weiter, ohne radikale Änderungen am ursprünglichen Entwurf einzubringen.
Bis zur Befreiung Bulgariens von der osmanischen Herrschaft 1878 war das Areal des heutigen Parks ein osmanischer Truppenübungsplatz.
Sofia wurde am 3. April 1879 Hauptstadt des Fürstentums Bulgarien; zu dieser Zeit gab es nur einen kleinen Stadtgarten von Sofia (bulgarisch градска градина) vor der heutigen Nationaltheater „Iwan Wasow“ (bulgarisch Народен театър „Иван Вазов“).

### Daniel Neff (Leitung: 1882–1900)
1879 wurde der größte Teil des heutigen Parks Borissowa gradina durch Beschluss der Gemeinde Sofia zu einem türkischen Friedhof umgewidmet. Am 22. März 1882 beschloss der Sofioter Gemeinderat einstimmig, den Vorschlag des Sofioter Bürgermeisters Iwan Chadschienow (bulgarisch Иван Хаджиенов) anzunehmen, einen Park an der südöstlichen Stadtgrenze einzurichten. Das vorgesehene Areal bestand bis dahin aus vorwiegend privaten Gärten und landwirtschaftlich genutzten Flächen. Diese wurden den Eigentümern während der Regierungszeit von Fürst Ferdinand I. (1887–1918) abgekauft.
Die Kritiker dieses Parkprojektes verwiesen, jedoch ohne Erfolg, auf den viel dringenderen hohen Investitionsbedarf für die verfallenden ungepflasterten Sofioter Straßen und das notwendige Aufstellen von Gaslaternen auf den Straßen.
Der Sofioter Bürgermeister holte 1882 den bekannten Hofgärtner des rumänischen Königs Karl I., den Schweizer Daniel Neff (1843–1900) nach Sofia und beauftragte ihn mit der Anlage eines Parks. Neff hatte sich mit der Anlage sehr schöner Parks und Gärten einen Namen gemacht und leitete den Park in Sofia von 1884 bis 1890. Er wurde 1883 bulgarischer Staatsbürger.
Um genügend Pflanzen für die Anlage eines Parks zur Verfügung zu haben, sollte erst eine große Pflanz- und Baumschule (frz. pépinière) betrieben werden, um die benötigten Mengen an Bäumen, Sträuchern und Blumen für den zukünftigen Park heranzuziehen. Die in der Gärtnerei des Parks herangezogenen Pflanzen wurden auch zur Begrünung der bis dahin unbegrünten Sofioter Straßen verwendet. So erbrachte diese erste Anpflanzung als Gärtnerei Ende des 19. Jahrhunderts sogar Einnahmen für die Gemeinde Sofia, da die Baumstecklinge nicht nur für die öffentlichen Parks, königlichen Gärten und für die Straßenbegrünung verwendet wurden, sondern auch für die Bevölkerung zum Verkauf angeboten wurden. Der Stadtkasse flossen so 1891 beispielsweise 10.000 Lewa aus dem Verkauf von Jungpflanzen zu.

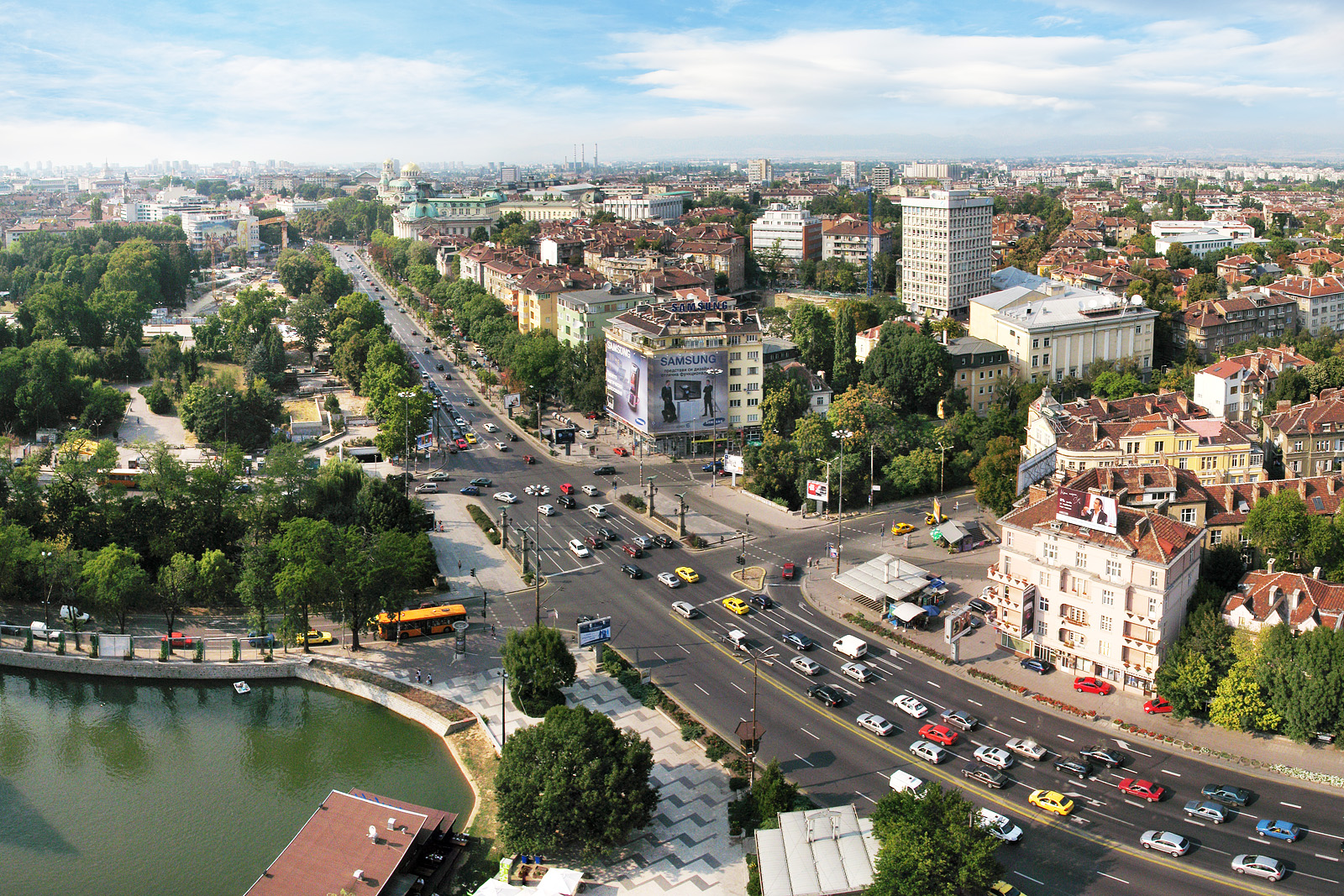
Nordecke des Parks – die Adlerbrücke und der Arianasee heute

Im Frühjahr 1882 entwarf Neff den ersten Plan für den Park, baute sich ein Wohnhaus in der Nähe der Adlerbrücke und organisierte direkt an seinem Haus die Pépinière, in der Nähe des Flusses Perlowska reka (bulgarisch Перловска река) gelegen. Das Flüsschen fließt an der Nordwestseite des Parks und ist heute in einem künstlichen Betonbett kanalisiert. Der Fluss markierte damals die südöstliche Stadtgrenze von Sofia. Die Bewässerung erfolgte anfangs mit Wasser, das in Holzfässern vom Fluss herangekarrt wurde. Später wurden feste Wasserleitungen im Park installiert, die mit Wasser aus dem Fluss gespeist wurden.
Nach der Planungsphase 1883 begann Neff 1884 mit der Anlage des Parks. Zuerst wurden Reihen von Robinien (Robinai pseudoacacia) angepflanzt, Blumenbeete und ein kleiner See (der Fischteich) angelegt und mit Hecken aus Eichen und Weißdorn umgeben.
Neben Akazien wurden hauptsächlich Götterbäume, Trompetenbäume, Japanische Schnurbäume, Maulbeerbäume, Platanen und Ulmen herangezogen.
Die Pflanzschule wurde 1885 in einen Park umgewandelt, der 1886 bereits eine Fläche von 30 ha einnahm. Es wurden vier Hauptalleen angelegt, die parallel zur Zarigradsko schose verliefen. Der Park wurde begrenzt von der Zarigradsko schose im Nordosten, der Perlowska reka im Nordwesten, dem alten türkischen Friedhof und dem Wohnhaus von Neff.

Der Arianasee heute

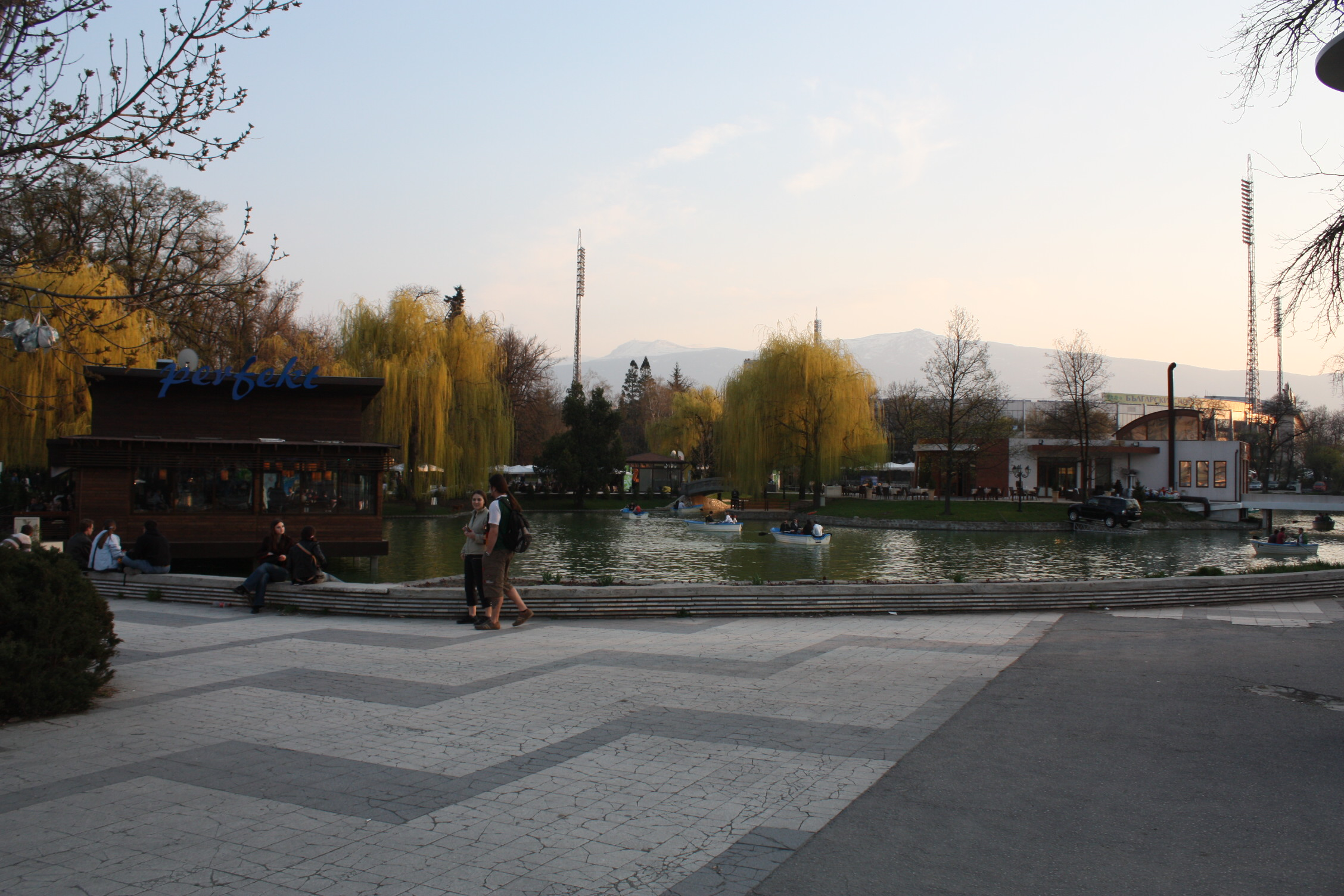
Arianasee mit dem Witoschagebirge und dem Nationalstadion (nur die Lichtmasten sind sichtbar) im Hintergrund

Der Park wurde entlang der Zarigradsko schose von der Adlerbrücke aus nach Südosten ausgedehnt und nach Südwesten entlang der Parlovska reka bis zum heutigen Standort des Wassil-Lewski-Nationalstadion. Außerdem wurde 1889 ein großer See (Bootsteich), der Arianasee (bulgarisch езеро Ариана) (42° 41′ 21″ N, 23° 20′ 12″ O) am Eingang zum Park, in unmittelbarer Nähe zur Adlerbrücke, angelegt. Nach anderen Angaben wurde er 1904 bzw. 1942 angelegt. Das war der erste Bootsteich in Sofia. Der See hat eine kleine Insel, zu dem eine kleine Steinbrücke führte, auf der Insel Stand ein kleiner Pavillon mit einem Imbissstand. Heute fahren Ruderboote und Tretboote auf dem kleinen Bootsteich. Im Winter wird auf dem Teich Schlittschuh gelaufen.
Ferdinand I., der am 7. Juli 1887 (gregor.) Zar von Bulgarien wurde, hatte ambitionierte Pläne, Sofia nach dem Vorbild von Wien zu begrünen. Auf seinen Wunsch hin wurde 1888 die Bepflanzung des Parks grundlegend geändert. Ihn störte die Eintönigkeit der Akazien, sie wurden unter anderem ersetzt durch Bergeichen, Ahorne, Eschen und Birken. Diese Bäume wurden aus dem Wald von Losenez, heute ein Stadtteil von Sofia, herangebracht.
In den Folgejahren wurden verschiedene Arten von Nadelbäumen aus dem Pasarelsker Wald, das Dorf Dolni Pasarel (bulgarisch Долни Пасарел) liegt 30 km südlich von Sofia am Fuße des Losenska Gebirges (bulgarisch Лозенска планина/Losenska planina), und aus dem Kokaljanska Wald, das Dorf Kokaljane (bulgarisch Кокаляне) liegt 18 südlich vom Stadtzentrum Sofias am Fuße des Witoschagebirges, herangebracht und angepflanzt. Um den Baumbestand noch vielfältiger zu gestalten, wurden 1890 Hunderte von Nadelbäumen (Schwarzkiefern und Fichten) aus Tscham korija (heute Borowez) im Rila-Gebirge über 70 km auf Ochsenkarren herangefahren.

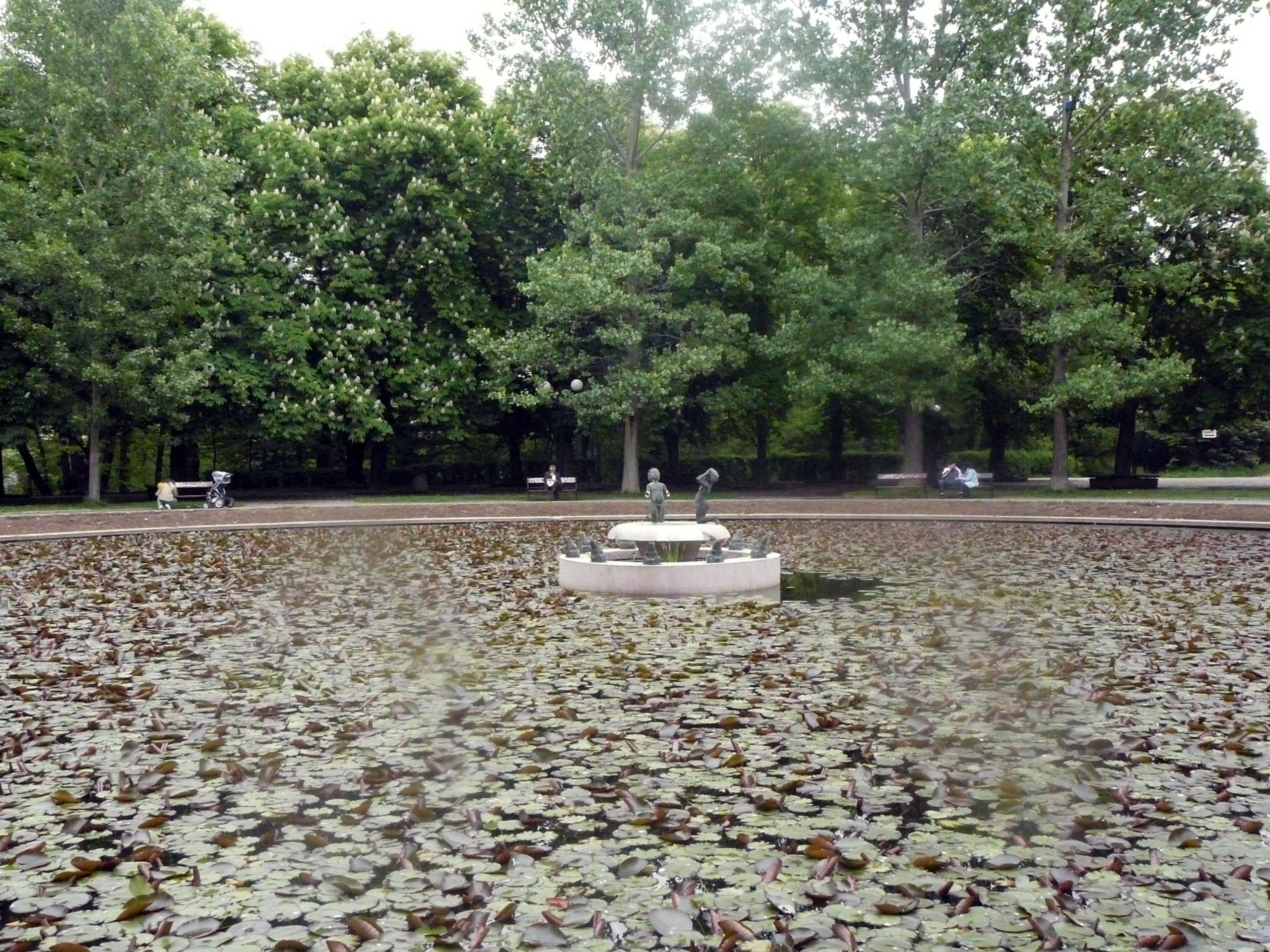
Der Fischteich – heute Lilienteich – mit einer Fontäne in der Mitte

Der heutige Lilienteich (42° 41′ 7″ N, 23° 20′ 33″ O), an dessen Stelle es früher ein kleines Sumpfgebiet gab, wurde ursprünglich als Fischteich (bulgarisch Рибно езеро) und erst später als Lilienteich (bulgarisch Езеро с лилиите) bezeichnet.
Gegen Neffs Pläne, den Park auf die umgebenden brachliegenden Flächen zu erweitern, die von Schopen aus dem benachbarten Dorf Slatina – heute der Stadtbezirk Slatina – als angestammte Weideflächen genutzt wurden, erhob sich das ganze Dorf.
Bei ihren Protestaktionen schlugen die Dorfbewohner Witan Minkow, den einzigen Arbeiter und Parkwächter, mit Knüppeln mehrmals halbtot. Im Februar 1903 schickte der Stadtvorsteher berittene Polizei gegen die aufrührerischen Viehbauern; die Polizei wurde jedoch schändlich in die Flucht gejagt. Daraufhin wurde eine ganze Militärabteilung, ein Eskadron, losgeschickt, um den Widerstand der Bevölkerung gegen die Ausweitung des Parks zu brechen. Bei der darauf folgenden Schießerei starben zwei Personen und Dutzende wurden verletzt.
Nach dem Tod von Daniel Neff im Jahre 1900 wurde seine Arbeit von seinem Sohn Karl Neff (1900–1902) und von Emil Aman (1902–1903) fortgesetzt.
Am Rad des Parks wurde 1903 die Geistliche Akademie Sofia errichtet (42° 40′ 30″ N, 23° 20′ 12″ O).

### Joseph Frei (Leitung: 1906–1934)

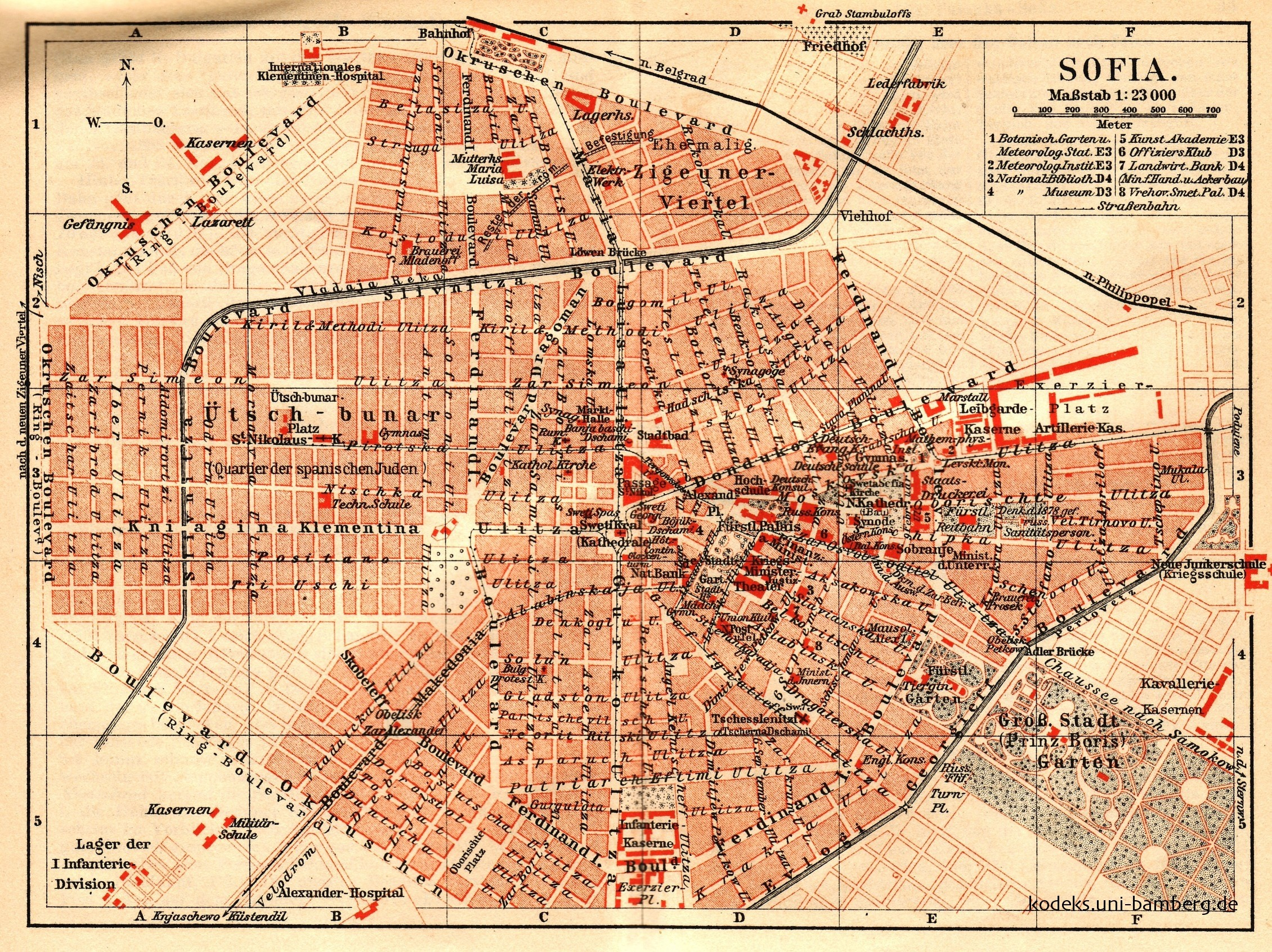
Alter Stadtplan von Sofia (1908) – links unten: „Großer Städtischer Prinz Boris Garten“

Der aus dem Elsass stammende Franzose Joseph Frei (* 1873; † 1953) wurde 1906 zum Leiter der städtischen Park- und Gartenanlagen ernannt, die er bis 1934 leitete. Nach anderen Quellen leitete er den Park von 1905 bis 1933. Er ließ den Park, nach dem von ihm entworfenen zweiten Parkplan, weiter ausbauen. Nach diesem Plan wurden die beiden Hauptalleen im unteren Teil mit Linden und Kastanien bepflanzt, und im oberen Teil wurde eine breite zentrale Allee mit zwei schmaleren Nebenalleen angelegt, die vom großen Kinderspielplatz zum Fischteich führten.
Während Neff eine Vorliebe für Akazien hatte, verwendete Frei für die Parkgestaltung verstärkt auch Blumen. Er ließ einige alte landwirtschaftliche Gebäude beseitigen und an dieser Stelle ein Rosarium anlegen, ebenso zahlreiche Blumenbeete und Gewächshäuser.

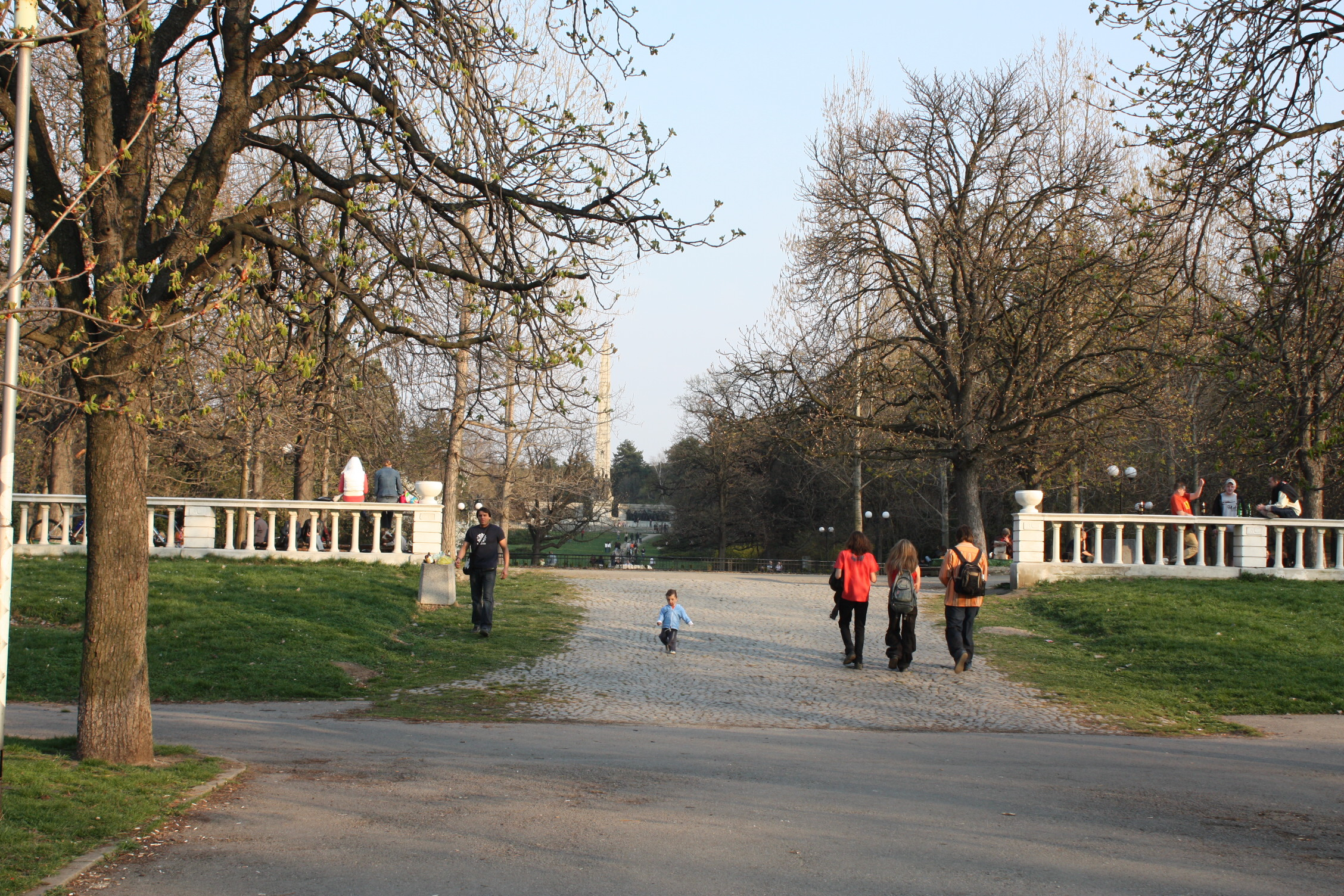
Balustraden am Lilienteich – Blick von der Hauptallee Richtung Lilienteich und Denkmal

Nach der Idee von Joseph Frei wurden Fontänen und Balustraden am Fischteich errichtet.
1923 wurde im Park der Sportplatz und Fußballplatz des Offizierssportklubs Athletik Slawa ’23 (bulgarisch Атлетик-Слава ’23; АС-23)/AS-23, damals auch alternativ mit dem Namen Athletik-Park (bulgarisch Атлетик парк) bezeichnet, gebaut. Der Sportklub bestand von 1923 bis 1944. Nach verschiedenen wesentlichen Erweiterungen ist er heute unter dem Namen Stadion der Bulgarischen Armee bekannt.
An der Stelle, wo heute das Wassil-Lewski-Nationalstadion steht wurde von 1924 bis 1934 das Stadion des SSK Lewski (bulgarisch Софийски Спортен Клуб „Левски“; Sofioter Sportklub „Lewski“) errichtet, das dann 1949 abgerissen wurde und dem Neubau des Nationalstadions weichen musste, das 1953 offiziell eingeweiht wurde.
Unter der Leitung von Frei wurde der Park nach Süden erweitert – bis zum Eichenwald am Boulevard Knjas Simeon Tarnowski (heute Boulevard Dr. Zankow / бул. „Др. Цанков“). An verschiedenen Stellen des Parks wurden viele Kiefern und Fichten angepflanzt. Die Obstbaumanpflanzungen wurden allmählich durch dekorative Bäume und Sträucher ersetzt.

### Georgi Duchtew (Leitung: 1934–1944)
Ab 1934 war Georgi Duchtew Leiter der Sofioter Garten- und Parkverwaltung (bulgarisch общунска служба „Градини и паркове“) Er leitete den weiteren Ausbau des Borissowa gradina, das alte Rosarium wurde unter ihn erweitert und umfasste nunmehr eine Fläche von 0,7 ha. Duchtew ließ 1400 neue veredelte Rosensorten anpflanzen.
Um den Fischteich herum ließ Duchtew 1940 einen japanischen Garten anlegen. Die japanischen Pflanzen dazu waren ein Geschenk von Japan, das während des Zweiten Weltkriegs als Achsenmacht freundschaftlich mit Bulgarien verbunden war.

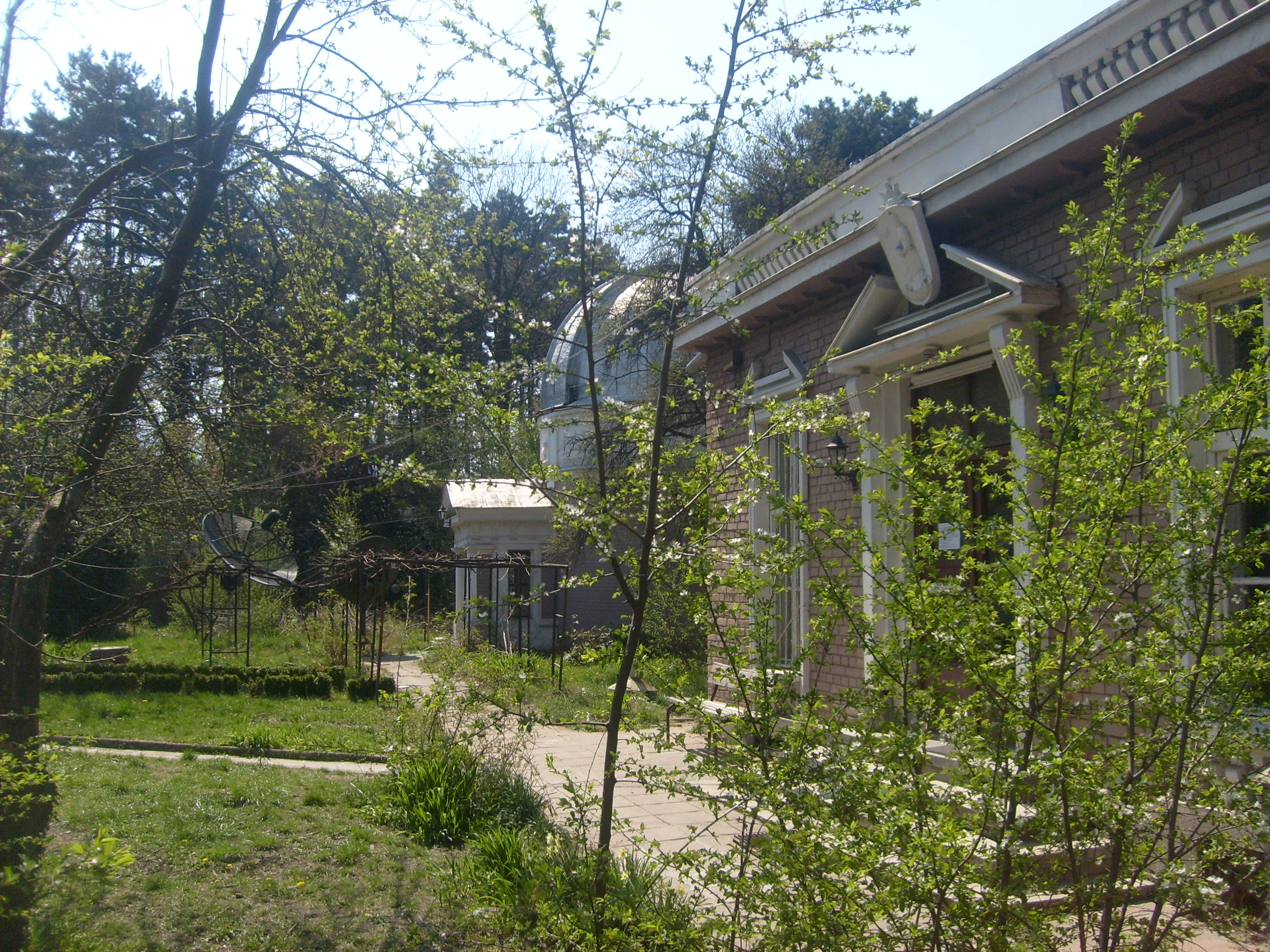
Das alte Observatorium im Park

Ab 1942 gab es ein Freibad im Park, es war das größte Sofioter Freibad. Heute ist es unter dem Namen „Maria-Luisa-Freibad“ (42° 40′ 52″ N, 23° 20′ 34″ O) bekannt. Es hat zwei Schwimmbecken und einen 10 m hohen Sprungturm. Auch ein kleines astronomisches Observatorium (42° 40′ 55″ N, 23° 20′ 41″ O) der Universität Sofia wurde im Park eingerichtet.

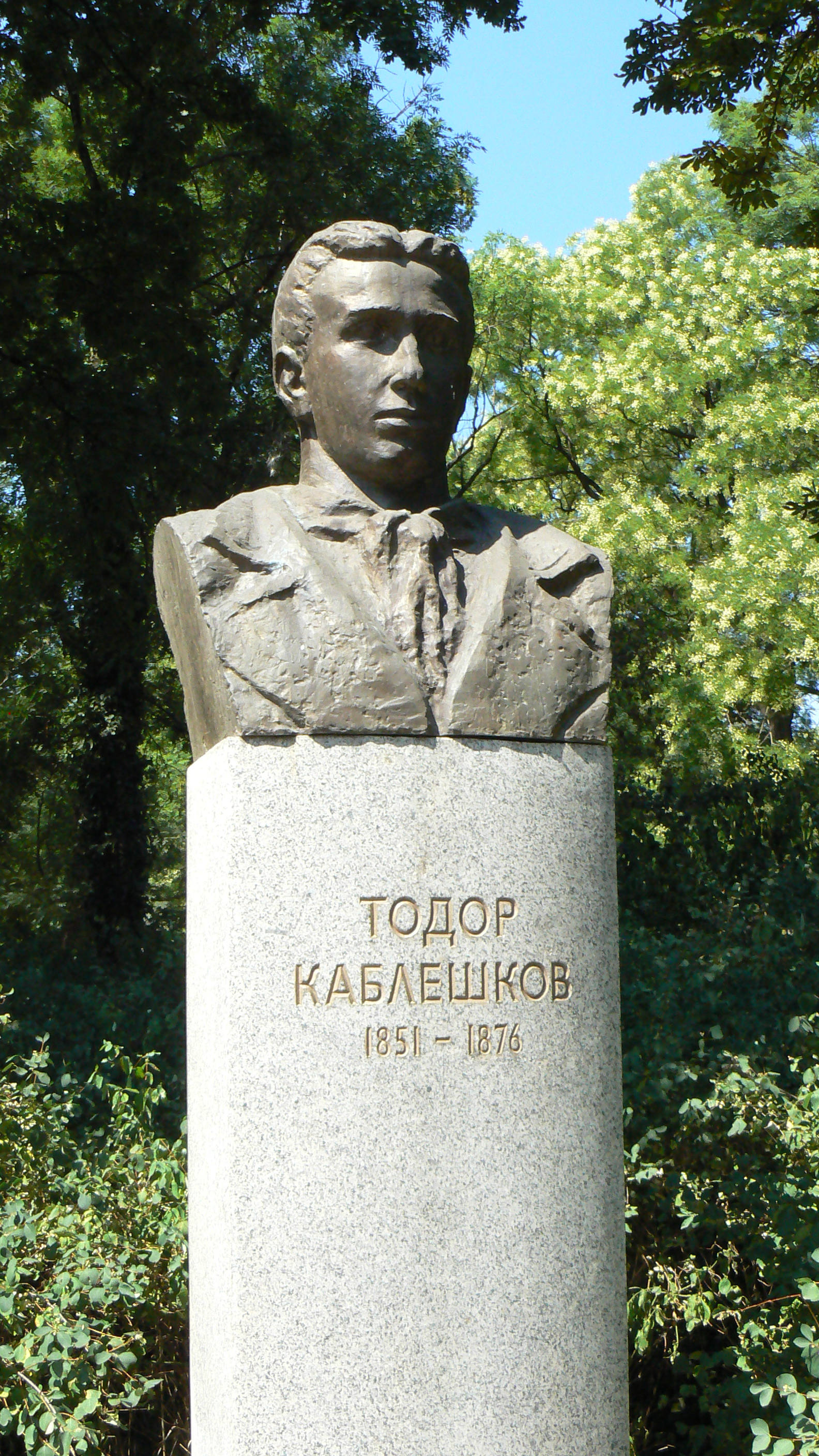
Büste von Todor Kableschkow

Unter Duchtews Leitung wurden zahlreiche Büsten bekannter bulgarischer Persönlichkeiten aus Kultur und Geschichte des Landes, insbesondere Büsten von den bekannteren Helden der nationalen Befreiungskämpfe der Bulgarischen Wiedergeburt, entlang der Parkalleen aufgestellt.
Bis 1942 hatte der Park eine Fläche von 90,5 ha, von denen 68,67 ha ausgebaut waren und 4,4 ha wild wuchsen. Die übrigen 17,35 ha waren bebaut, u. a. mit dem Freibad, dem astronomischen Observatorium, dem großen See, dem Spielplätzen „Junak“ und „Lewski“, dem Tennisklub, den Tennisplätzen für Diplomaten, das Velodrom Sofia und der Transformatorstation „Junak“.

### 1944 bis Heute

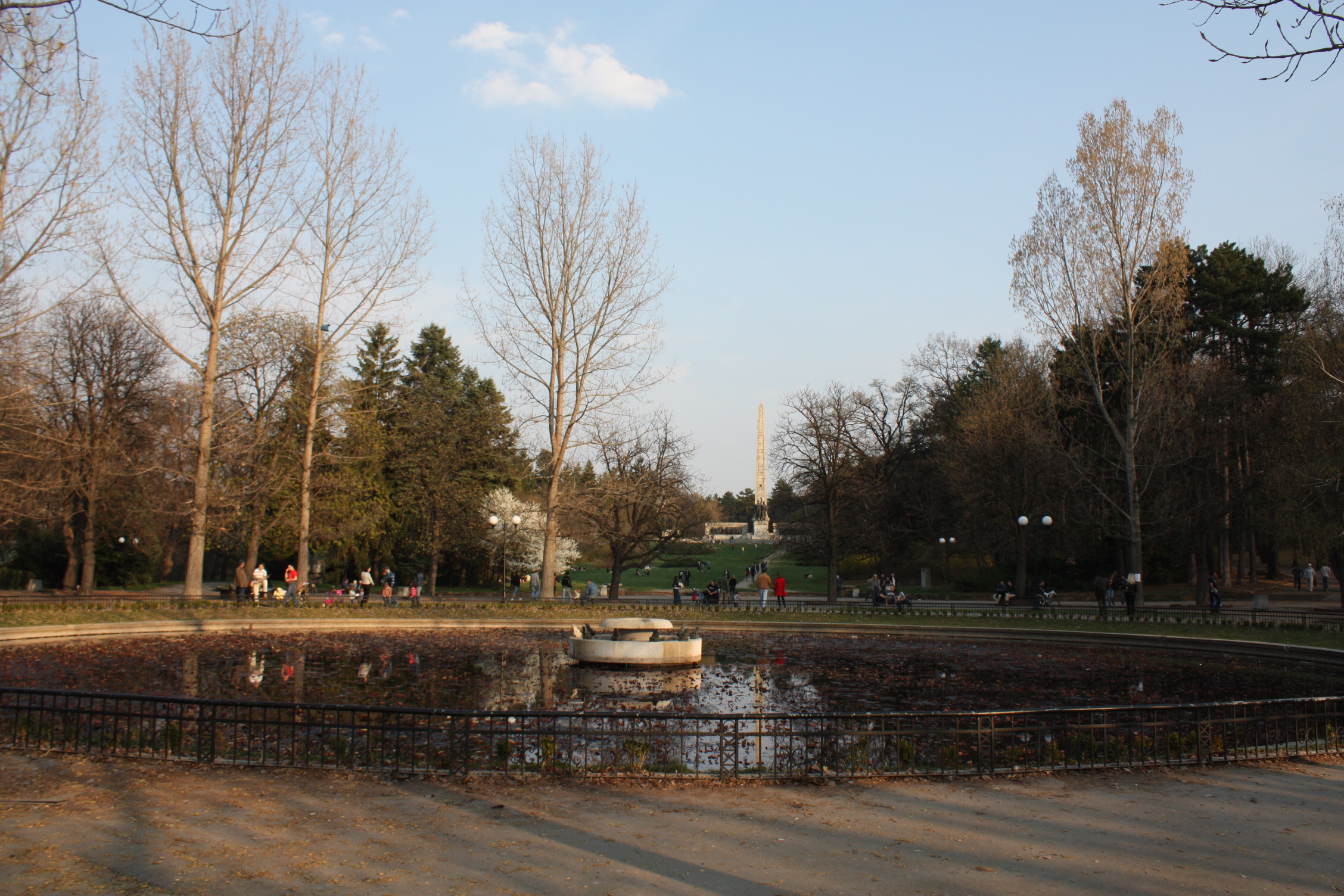
Lilienteich und Denkmal der nationalen Befreiungsbewegung im Hintergrund

1944 wurde der Park in Park der Freiheit umbenannt und es wurden mehrere Kinderspielplätze eingerichtet, sowie eine Sommerbühne (42° 41′ 10″ N, 23° 20′ 21″ O) und Tennisplätze. 1953 wurde das Wassil-Lewski-Nationalstadion im Park gebaut. Das Denkmal Bratska mogila zum Gedenken an den nationalen Widerstand (Partisanendenkmal) mit seinem weithin sichtbaren 42 m hohen Obelisken wurde 1956 im Park errichtet. 1959 wurde im Park der 106 Meter hohe Fernsehturm Sofia (bulgarisch Тв кула София) errichtet (42° 40′ 36″ N, 23° 20′ 30″ O).
In der Nähe des Rosariums wurde ein Verkehrsgarten für Kinder angelegt, sowie ein ca. 200 m langer ringförmiger Bootskanal (ca. 1 m breit und 0,6 m tief) als Kinderattraktion, ähnlich einer Wildwasserbahn, jedoch ohne Gefälle und wesentlich gemächlicher. Im südlichen Teil des Parks, in der Nähe des Stadtbezirks Istok, wurde ein Kinderspielplatz mit einem Baba-Jaga-Hexenhäuschen angelegt.
1984 wurde der Tierpark Sofia von seinem alten Standort gegenüber der Universität auf ein wesentlich größeres Areal am Südrand des Borissowa gradina verlegt (42° 39′ 32″ N, 23° 19′ 56″ O).
Die Pferdestation im Borissowa gradina, die früher nur der berittene Polizei zur Verfügung stand, befindet sich zwischen den beiden Stadien Stadion der Bulgarischen Armee und Wassil-Lewski-Nationalstadion. Sie umfasst eine Fläche von 7000 m² und ist im Eigentum der städtischen Bewachungsfirma Egida. Die Pferdestation wurde 2001 eröffnet und ist seit 2003 für Besucher und Training zugänglich. Davor wurden dort nur die Pferde der Firma Egida gehalten, die für die berittenen Pferdepatroulien im Park zuständig ist.

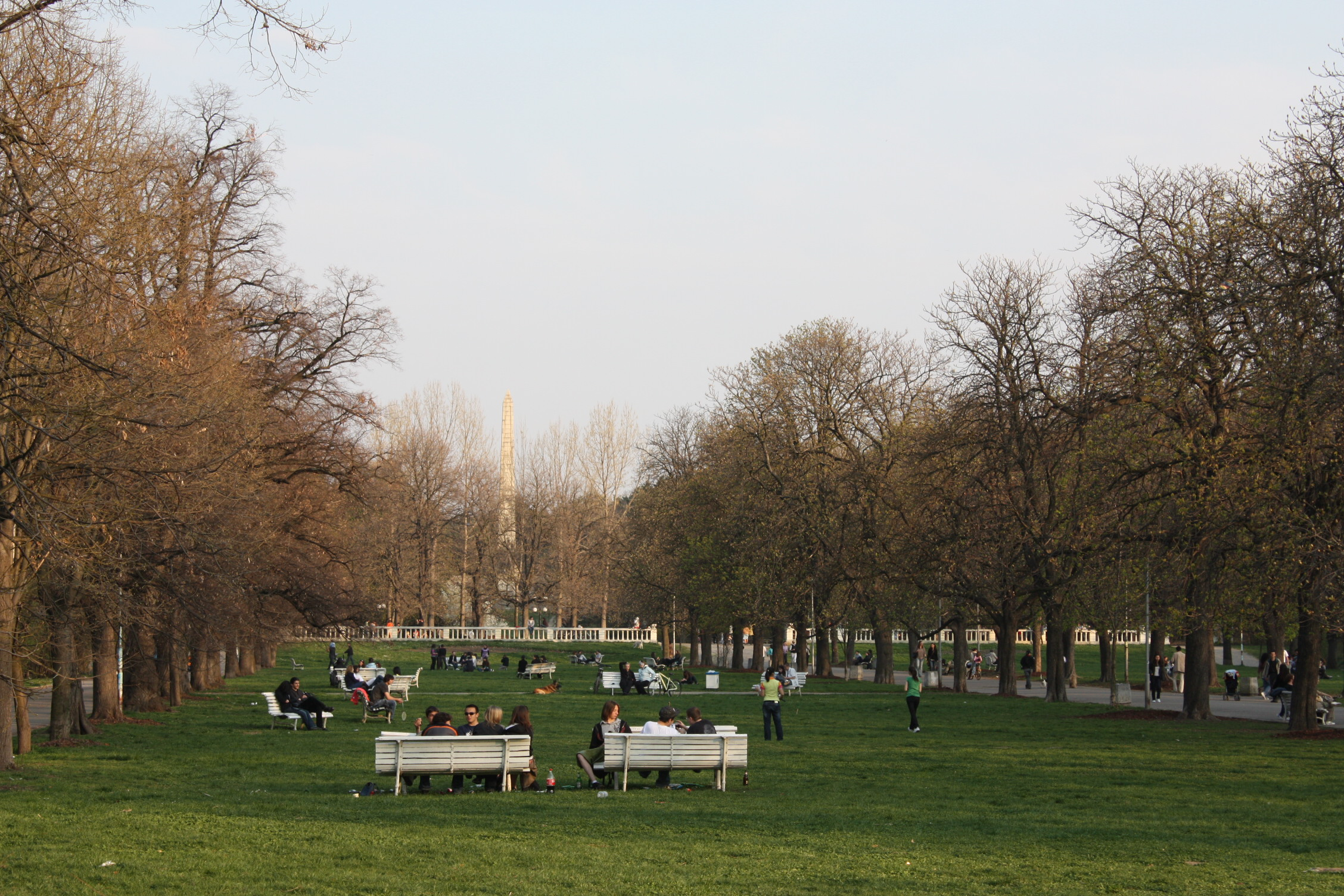
Jugendliche auf verrückten Bänken auf der Rasenfläche

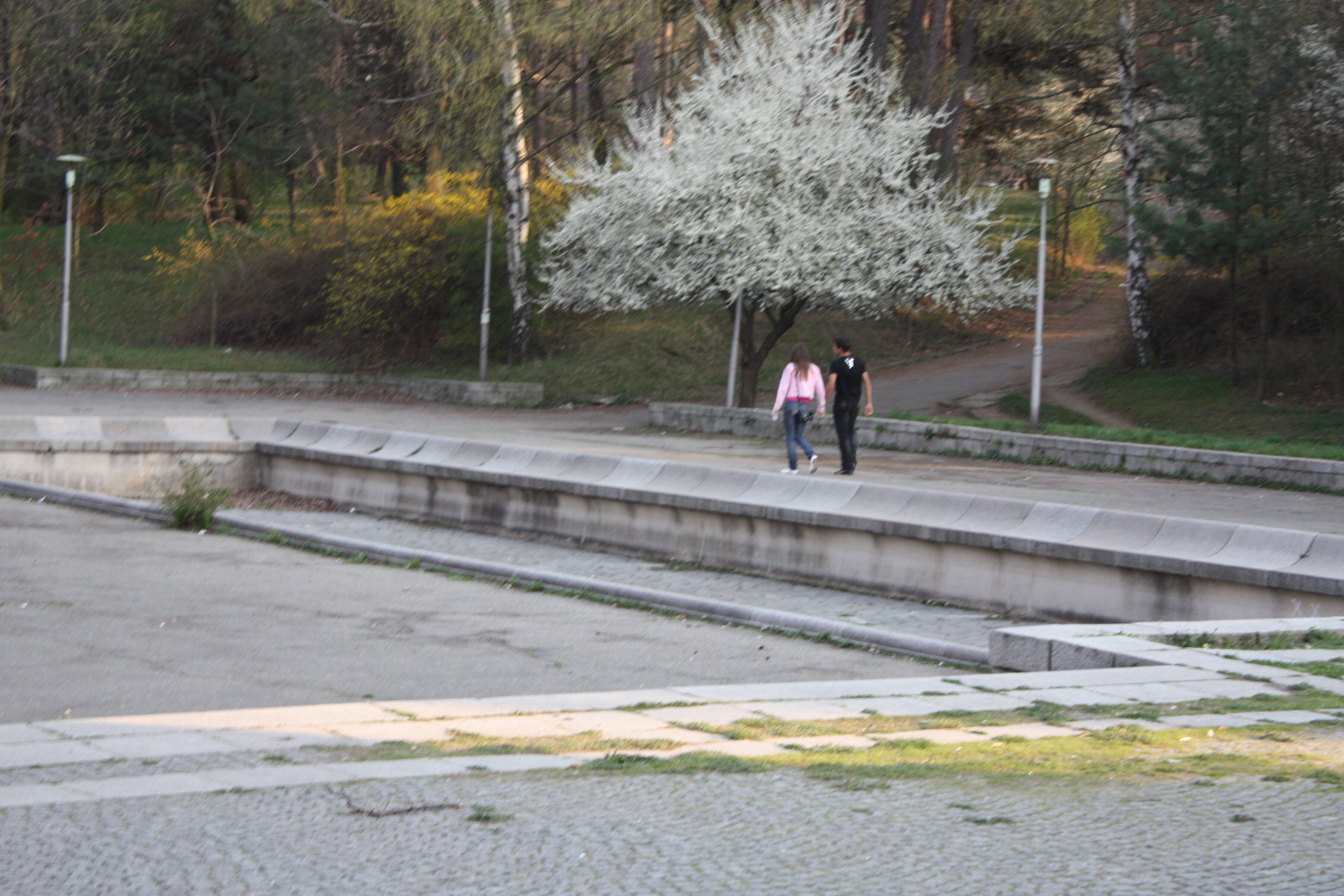
Abgelassenes Wasserbecken hinter dem Denkmal

Bis zum Sturz der Bulgarischen Kommunistischen Partei 1989 wurde der Park mit sehr hohem finanziellem und personellem Aufwand in einem sehr gepflegten Zustand gehalten: Die Hauptalleen waren dicht an dicht von Bänken gesäumt, der Rasen und die Blumenrabatten gepflegt und das Betreten des Rasens war verboten.
Wegen des ökonomischen Niedergangs in Bulgarien nach 1989 wurde jahrelang nur sehr wenig Geld in die Pflege des Parks investiert, dessen Aussehen stark darunter gelitten hat. Heute gibt es nur wenige Bänke, der Rasen wird von allen betreten und ist dadurch stellenweise stark mitgenommen und der Park macht insgesamt einen sehr ungepflegten Eindruck. Auch das Denkmal Bratska mogila ist ungepflegt, insbesondere das dazugehörige, hinter dem Denkmal liegende große viereckige Wasserbecken.

#### Freibad
Während der Amtszeit von Stefan Sofijanski, der von 1995 bis 2005 Bürgermeister von Sofia war, gingen viele attraktive Immobilien der Gemeinde Sofia in den Besitz der Firmen SIK (СИК) und WIS-2 (ВИС-2) über. Diese Firmen sind für ihre Nähe zum bulgarischen organisierten Verbrechen bekannt. Während der Amtszeit seines Nachfolgers Bojko Borissow, von 2005 bis 2009 Bürgermeister von Sofia, war das Freibad, das sich damals im städtischen Besitz befand, geschlossen, obwohl der Bürgermeister einer Renovierung und Wiedereröffnung versprochen hatte.
Das Freibad wurde bis 2010 immer noch nicht wiedereröffnet.
Bisher gab es keinen Beweise, dass Rumen Gajtanski-Jung die Immobilie im Borissowa gradina über Firmenbeteiligungen erworben hat, da der Besitzer, die „Park Maria Luisa“ AG seit ihrer Gründung keine Aktionärsversammlung abgehalten hatte.
Rumen Gajtanski-Jung (bulgarisch Румен Гайтански-Юнг; * 27. April 1957), Spitzname: „Der Wolf“ (bulgarisch Вълкът/Walkat), der einen 1,3 Mill. Euro teuren Bugatti Veyron 16.4 fährt und ein geschätztes Vermögen von 166 Mill. Lewa hat, ist in Bulgarien bekannt, weil ihm Verbindungen zur organisierten Verbrechen in Bulgarien nachgesagt werden.
Erst später wurde bekannt, dass Rumen Gajtanski („Der Wolf“) im September 2005 das städtische „Freibad Maria Luisa“ im Borissowa gradina über Firmenbeteiligungen für 300.000 Lewa gekauft hatte. Der Wert der städtischen Immobilie des Freibades im Borissowa gradina war von Sachverständigen auf 300.000 Lewa geschätzt worden, was angesichts der zentralen und exklusiven Lage viel zu niedrig angesetzt war. Die Immobilie hatte eher einen Wert von ca. 300 Mill. Lewa.
Über seine Beteiligung an der Aktiengesellschaft „Park Maria Luisa“ gelangte er in den Besitz der Immobilien im Borissowa gradina.
Die städtische Firma „Sofioter Immobilien“ (bulgarisch Софийски имоти) hatte 2003 das Freibad und das Sommertheater im Borissowa gradina – einschließlich 5,6 ha vom Park – in die „Park Maria Luisa“ AG eingebracht. Am 18. September 2006 fand die erste Aktionärsversammlung der „Park Maria Luisa“ AG statt.
Mehrheitsaktionär der „Park Maria Luisa“ AG war die Firma Angel GmbH (Енджел ООД), die zur Firma WIS-2 gehört. Rumen Gajtanski („Der Wolf“) ist einer der Erben von WIS-2.
Nach dem Mord am letzten Firmenchef Georgi Iliew (bulgarisch Георги Илиев; * 22. Juli 1966; † 25. August 2005), erschien auf der Aktionärsversammlung am 18. September 2006 als neuer Eigentümer eine Firma, die mit Rumen Gajtanski („Der Wolf“) in Verbindung steht. Statt der Angel GmbH nahm jedoch die Firma Juromark Asset Management (bulgarisch Юромарк асет мениджмънт) daran teil. Sie wurde 2004 als Tochterunternehmen der Offshoregesellschaft „Juromark Holings“ (bulgarisch Юромарк холдингс) gegründet, registriert in den USA, Bundesstaat Delaware. Ihr Bevollmächtigter ist Nikolaj Prodanow (bulgarisch Николай Проданов), der zum Kreis von Rumen Gajtanski („Der Wolf“) gehört.

## Parkgrenzen
Der ausgebaute Teil des Parks wird von folgenden Straßen begrenzt:
- im Nordosten: Boulevard Zarigradsko schose (bulgarisch Булевард Цариградско шосе)
- im Nordwesten: Boulevard Ewlogi Georgiew (bulgarisch Булевард Евлоги Георгиев)
- im Südosten: Boulevard Pejo K. Jaworow (bulgarisch Булевард Пейо К. Яворов)
- im Südwesten: Boulevard Dragan Zankow (bulgarisch Булевард Драган Цанков)

An der Nordecke dieses 1300 × 700 m großen Vierecks liegt die Adlerbrücke, an der Südecke steht der Sofioter Fernsehturm. An der Ostecke steht das Denkmal Bratska mogila. An der Westecke liegt die Metrostation Vasil Levski stadium (bulgarisch Стадион Васил Левски) der Sofioter Metrolinie M1.
Südöstlich an diesen ausgebauten Parkteil schließt sich ein weiterer Teil des Borissowa gradina an, in dem dichter Wald steht, von geraden Wegen durchzogen. Dieses Waldstück wird begrenzt vom Boulevard Pejo K. Jaworow (bulgarisch Булевард Пейо К. Яворов) im Nordwesten, vom Boulevard Zarigradsko schose (bulgarisch Булевард Цариградско шосе) im Nordosten, vom Boulevard Dragan Zankow (bulgarisch Булевард Драган Цанков) im Südwesten und von der Straße Nesabrawka (bulgarisch улица Незабравка) im Südosten.
Nach Süden hin schließen sich weitere Waldstücke an. Die größte Nord-Süd-Ausdehnung des Parks ist 3,5 km und die größte Ost-West-Ausdehnung 1,7 km.
Am Südwestende des Parks liegt der Bahnhof Pioner (bulgarisch гара пионер) im Park. Er war bis 1993 ein Güterbahnhof und wird jetzt nur zum Entladen von Baumaterialien für die Baufirmen der angrenzenden Bezirke genutzt. Es ist geplant das Areal mit einer Fläche von sechs Hektar an Investoren zu versteigern, damit dort in hochwertiger Lage im Stadtbezirk Dianabad ein Wohngebiet errichtet werden kann.